# أوتوي
أوتوي (بالفرنسية: Auteuil 
تنطق بالفرنسية: [otœj]
) هو أحد أحياء الدائرة السادسة عشرة في باريس، بين حي باسي ومدينة بولوني-بيانكور. ولد مارسيل بروست في أوتوي. يقع ملعب رولان غاروس في أوتوي.

## مقالات ذات صلة
- بورت دوتوي (مترو باريس)
- كنيسة أوتوي (مترو باريس)